# Wahlen 2025
◄◄ | ◄ | 2021 | 2022 | 2023 | 2024 | Wahlen 2025 | 2026 | 2027

Weitere Ereignisse
Die hier aufgeführten Wahlen sind für das Jahr 2025 vorgesehen. Die Aufnahme in diese Liste bedeutet nicht, dass jede aufgeführte Wahl voraussichtlich nach international anerkannten demokratischen Standards durchgeführt werden wird. Diese Liste kann auch absehbare Scheinwahlen in Diktaturen ohne Alternativkandidaten enthalten oder Wahlen, bei denen schon jetzt aufgrund der gegebenen politischen Verhältnisse absehbar ist, dass sie durch massiven Wahlbetrug oder ohne fairen, gleichrangigen Zugang der konkurrierenden Kandidaten oder Parteien zu den Massenmedien zustande kommen werden.

## Termine
| Land                                 | Datum         | Wahl/Abstimmung                                                                   | Kontext/Übersicht                                 | Bemerkung                                               |
| ------------------------------------ | ------------- | --------------------------------------------------------------------------------- | ------------------------------------------------- | ------------------------------------------------------- |
| Kroatien                             | 12. Jan.      | Stichwahl der Präsidentschaftswahl in Kroatien                                    | Wahlen in Kroatien                                | Zweiter Wahlgang                                        |
| Vanuatu                              | 16. Jan.      | Parlamentswahl in Vanuatu                                                         | Wahlen in Vanuatu                                 |                                                         |
| Österreich                           | 19. Jan.      | Landtagswahl im Burgenland                                                        | Landtagswahlen im Burgenland                      |                                                         |
| Österreich                           | 26. Jan.      | Gemeinderatswahlen in Niederösterreich                                            | Kommunalwahlen in Niederösterreich                | [ 1 ]                                                   |
| Belarus                              | 26. Jan.      | Präsidentschaftswahl in Belarus                                                   | Wahlen in Belarus                                 | [ 2 ]                                                   |
| Deutschland                          | 26. Jan.      | Landratswahl in Sachsen                                                           | Landratswahlen in Sachsen                         |                                                         |
| Japan                                | 26. Jan.      | Gouverneurswahlen in Yamagata und Gifu                                            | Wahlen in Japan                                   |                                                         |
| Ecuador                              | 9. Feb.       | Präsidentschafts- und Parlamentswahl in Ecuador                                   | Wahlen in Ecuador                                 |                                                         |
| Kosovo                               | 9. Feb.       | Parlamentswahl im Kosovo                                                          | Wahlen im Kosovo                                  |                                                         |
| Liechtenstein                        | 9. Feb.       | Landtagswahl in Liechtenstein                                                     | Wahlen in Liechtenstein                           |                                                         |
| Griechenland                         | 12. Feb.      | Präsidentschaftswahl in Griechenland                                              | Wahlen in Griechenland                            | Vierter Wahlgang                                        |
| Deutschland                          | 23. Feb.      | Bundestagswahl in Deutschland                                                     | Bundestagswahlen in Deutschland                   |                                                         |
| Vereinigtes Königreich               | 26. Feb.      | Wahlen in Anguilla                                                                | Politik in Anguilla                               |                                                         |
| Kanada                               | 27. Feb.      | Wahlen in Ontario                                                                 | Politik in Ontario                                | [ 3 ] [ 4 ]                                             |
| Deutschland                          | 2. Mrz.       | Bürgerschaftswahl in Hamburg                                                      | Wahlen in Hamburg                                 |                                                         |
| Föderierte Staaten von Mikronesien   | 4. Mrz.       | Parlamentswahl in den Föderierten Staaten von Mikronesien                         | Wahlen in den Föderierten Staaten von Mikronesien |                                                         |
| Grönland                             | 11. Mrz.      | Parlamentswahl in Grönland                                                        | Inatsisartutwahl                                  |                                                         |
| Belize                               | 12. Mrz.      | Parlamentswahl in Belize                                                          | Wahlen in Belize                                  | [ 5 ]                                                   |
| Schweiz                              | 12. Mrz.      | Bundesratswahl                                                                    | Bundesratswahlen in der Schweiz                   | Wahl der Nachfolge von Bundesrätin Viola Amherd         |
| Österreich                           | 16. Mrz.      | Gemeindevertretungs- und Bürgermeisterwahlen in Vorarlberg                        | Kommunalwahlen in Vorarlberg                      | Allfällige Bürgermeister-Stichwahlen am 30. März        |
| Japan                                | 16. Mrz.      | Gouverneurswahl in Chiba                                                          | Wahlen in Japan                                   |                                                         |
| Litauen                              | 16. Mrz.      | Vorzeitige Bürgermeisterwahlen in Jonava, Joniškis und Panevėžys                  | Kommunalwahlen in Litauen                         | Mögliche Stichwahlen am 30. März                        |
| Japan                                | 23. Mrz.      | Gouverneurswahl in Fukuoka                                                        | Wahlen in Japan                                   |                                                         |
| Österreich                           | 23. Mrz.      | Gemeinderatswahlen in der Steiermark                                              | Kommunalwahlen in der Steiermark                  |                                                         |
| Tadschikistan                        | 28. Mrz.      | Parlamentswahl in Tadschikistan                                                   | Wahlen in Tadschikistan                           |                                                         |
| Japan                                | 6. Apr.       | Gouverneurswahl in Akita                                                          | Wahlen in Japan                                   |                                                         |
| Gabun                                | 12. Apr.      | Präsidentschaftswahl in Gabun                                                     | Wahlen in Gabun                                   |                                                         |
| Ecuador                              | 13. Apr.      | Stichwahl der Präsidentschaftswahl in Ecuador                                     | Wahlen in Ecuador                                 | Stichwahl                                               |
| Österreich                           | 27. Apr.      | Landtags- und Gemeinderatswahl in Wien                                            | Landtags- und Gemeinderatswahlen in Wien          | [ 9 ]                                                   |
| Österreich                           | 27. Apr.      | Bezirksvertretungswahl in Wien                                                    | Landtags- und Gemeinderatswahlen in Wien          |                                                         |
| Kanada                               | 28. Apr.      | Unterhauswahl in Kanada                                                           | Wahlen in Kanada                                  |                                                         |
| Trinidad und Tobago                  | 28. Apr.      | Parlamentswahl in Trinidad und Tobago                                             | Wahlen in Trinidad und Tobago                     | [ 10 ]                                                  |
| Vereinigtes Königreich               | 1. Mai        | Kommunalwahlen im Vereinigten Königreich                                          | Wahlen im Vereinigten Königreich                  |                                                         |
| Australien                           | 3. Mai        | Parlamentswahl in Australien und Volksabstimmung über den Bau von Atomkraftwerken | Wahlen in Australien                              | [ 11 ]                                                  |
| Singapur                             | 3. Mai        | Parlamentswahl in Singapur                                                        | Wahlen in Singapur                                | [ 12 ]                                                  |
| Italien                              | 4. Mai        | Kommunalwahlen in Südtirol                                                        | Kommunalwahl in Südtirol                          |                                                         |
| Rumänien                             | 4. Mai        | Präsidentschaftswahl in Rumänien                                                  | Wahlen in Rumänien                                | Neuwahl nach Annullierung der Präsidentschaftswahl 2024 |
| Heiliger Stuhl (in der Vatikanstadt) | 7.–8. Mai     | Konklave 2025                                                                     | Konklaven                                         |                                                         |
| Albanien                             | 11. Mai       | Parlamentswahl in Albanien                                                        | Wahlen in Albanien                                |                                                         |
| Deutschland                          | 11. Mai       | Landratswahl und Oberbürgermeisterwahl in Mecklenburg-Vorpommern                  | Kommunalwahlen in Mecklenburg-Vorpommern          |                                                         |
| Philippinen                          | 12. Mai       | Parlamentswahl auf den Philippinen                                                | Wahlen auf den Philippinen                        |                                                         |
| Polen                                | 18. Mai       | Präsidentschaftswahl in Polen                                                     | Wahlen in Polen                                   |                                                         |
| Portugal                             | 18. Mai       | vorgezogene Parlamentswahl in Portugal                                            | Wahlen in Portugal                                | [ 13 ]                                                  |
| Rumänien                             | 18. Mai       | Stichwahl der Präsidentschaftswahl in Rumänien                                    | Wahlen in Rumänien                                | Neuwahl nach Annullierung der Präsidentschaftswahl 2024 |
| Italien                              | 25. Mai       | Kommunalwahlen in Italien                                                         | Kommunalwahlen in Italien                         |                                                         |
| Suriname                             | 25. Mai       | Parlamentswahl in Suriname                                                        | Wahlen in Suriname                                | [ 14 ]                                                  |
| Venezuela                            | 25. Mai       | Parlamentswahl in Venezuela                                                       | Wahlen in Venezuela                               | [ 15 ]                                                  |
| Polen                                | 1. Jun.       | Stichwahl der Präsidentschaftswahl in Polen                                       | Wahlen in Polen                                   |                                                         |
| Südkorea                             | 3. Jun.       | Präsidentschaftswahl in Südkorea                                                  | Präsidentschaftswahl in Südkorea                  | Neuwahl nach Amtsenthebung                              |
| Burundi                              | 5. Jun.       | Parlamentswahl in Burundi                                                         | Wahlen in Burundi                                 | [ 16 ]                                                  |
| Lettland                             | 7. Jun.       | Kommunalwahlen in Lettland                                                        | Wahlen in Lettland                                |                                                         |
| Japan                                | 22. Jun.      | Präfekturparlamentswahl in Tokio                                                  | Wahlen in Japan                                   |                                                         |
| Japan                                | 20. Jul.      | Senatswahl in Japan                                                               | Wahlen in Japan                                   |                                                         |
| Bolivien                             | 17. Aug.      | Präsidentschafts- und Parlamentswahl in Bolivien                                  | Wahlen in Bolivien                                | [ 17 ]                                                  |
| Norwegen                             | 8. Sep.       | Parlamentswahl in Norwegen                                                        | Wahlen in Norwegen                                | [ 18 ]                                                  |
| Norwegen                             | 8. Sep.       | Sametingswahl in Norwegen                                                         | Wahlen in Norwegen                                | [ 18 ]                                                  |
| Deutschland                          | 14. Sep.      | Kommunalwahlen in Nordrhein-Westfalen                                             | Wahlen in Nordrhein-Westfalen                     |                                                         |
| Malawi                               | 16. Sep.      | Wahlen in Malawi                                                                  | Wahlen in Malawi                                  |                                                         |
| Gabun                                | 27. Sep.      | Parlamentswahl in Gabun                                                           | Wahlen in Gabun                                   |                                                         |
| Moldau                               | 28. Sep.      | Parlamentswahl in der Republik Moldau                                             | Parlamentswahl in der Republik Moldau             |                                                         |
| Georgien                             | Oktober       | Kommunalwahlen in Georgien                                                        | Wahlen in Georgien                                |                                                         |
| Irland                               | Oktober       | Präsidentschaftswahl in Irland                                                    | Wahlen in Irland                                  |                                                         |
| Tschechien                           | 3.–4. Oktober | Abgeordnetenhauswahl in Tschechien                                                | Wahlen in Tschechien                              |                                                         |
| Kamerun                              | 12. Okt.      | Präsidentschaftswahl in Kamerun                                                   | Wahlen in Kamerun                                 |                                                         |
| Elfenbeinküste                       | 25. Okt.      | Präsidentschaftswahl in der Elfenbeinküste                                        | Wahlen in der Elfenbeinküste                      | [ 19 ]                                                  |
| Argentinien                          | 26. Okt.      | Parlamentswahl in Argentinien                                                     | Wahlen in Argentinien                             | [ 20 ]                                                  |
| Tansania                             | 28. Okt.      | Präsidentschafts- und Parlamentswahl in Tansania                                  | Wahlen in Tansania                                | [ 21 ] [ 22 ]                                           |
| Niederlande                          | 29. Okt.      | Parlamentswahl in Niederlanden                                                    | Wahlen in den Niederlanden                        |                                                         |
| Chile                                | 16. Nov.      | Präsidentschafts- und Parlamentswahl in Chile                                     | Wahlen in Chile                                   |                                                         |
| Namibia                              | 26. Nov.      | Kommunalwahlen und Regionalratswahlen in Namibia                                  | Wahlen in Namibia                                 |                                                         |
| Honduras                             | 30. Nov.      | Präsidentschafts- und Parlamentswahl in Honduras                                  | Wahlen in Honduras                                |                                                         |
| Guyana                               |               | Parlamentswahl in Guyana                                                          | Wahlen in Guyana                                  |                                                         |
| Jamaika                              |               | Parlamentswahl in Jamaika                                                         | Wahlen in Jamaika                                 |                                                         |
| St. Vincent und die Grenadinen       |               | Parlamentswahl in St. Vincent und den Grenadinen                                  | Wahlen in St. Vincent und die Grenadinen          |                                                         |
| Ägypten                              |               | Parlamentswahl in Ägypten                                                         | Wahlen in Ägypten                                 |                                                         |
| Kirgisistan                          |               | Parlamentswahl in Kirgisistan                                                     | Wahlen in Kirgisistan                             |                                                         |
| Komoren                              |               | Parlamentswahl auf den Komoren                                                    | Wahlen auf den Komoren                            |                                                         |
| Nauru                                |               | Parlamentswahl in Nauru                                                           | Wahlen in Nauru                                   |                                                         |
| Seychellen                           |               | Parlamentswahl auf den Seychellen                                                 | Wahlen auf den Seychellen                         |                                                         |
| Tonga                                |               | Parlamentswahl in Tonga                                                           | Wahlen in Tonga                                   |                                                         |
| Zentralafrikanische Republik         |               | Parlamentswahl in der Zentralafrikanische Republik                                | Wahlen in der Zentralafrikanischen Republik       |                                                         |

### Wahlen zu mehreren Terminen
| Staat       | Staat   | Wahl/Abstimmung                     | Kategorie                    |
| ----------- | ------- | ----------------------------------- | ---------------------------- |
| Deutschland | Sachsen | Bürgermeisterwahlen in Sachsen 2025 | Bürgermeisterwahl in Sachsen |